# Viburnum mongolicum
Viburnum mongolicum är en desmeknoppsväxtart som först beskrevs av Pall., och fick sitt nu gällande namn av Alfred Rehder. Viburnum mongolicum ingår i släktet olvonsläktet, och familjen desmeknoppsväxter. Inga underarter finns listade i Catalogue of Life.